# Chlorolydella pallidipes
Chlorolydella pallidipes är en tvåvingeart som först beskrevs av Charles Howard Curran 1927.  Chlorolydella pallidipes ingår i släktet Chlorolydella och familjen parasitflugor.
Artens utbredningsområde är Kenya. Inga underarter finns listade i Catalogue of Life.